# VfL Wolfsburg II
VfL Wolfsburg II war die zweite Mannschaft des Bundesligisten VfL Wolfsburg, die bis zur Abmeldung 2021 in der Regionalliga Nord spielte. Sie war eine U-23-Mannschaft und diente den jungen Talenten als Zwischenstation zwischen dem Jugend- und dem Profibereich.

## Geschichte
Die U23 des VfL Wolfsburg nahm erstmals in der Saison 1969/70 an einem großen regionalen Turnier teil, dem Norddeutschen Pokal, wo sie in der 2. Runde gegen den VfB Lübeck ausschied. Unter Trainer Michael Krüger gewannen die Amateure des VfL Wolfsburg zweimal den Niedersachsenpokal in den Saisons 2001/02 und 2002/03.
Die Teilnahme am DFB-Pokal erfolgte erstmals in der Saison 2001/02, wobei sie überraschend Borussia Dortmund besiegten, bevor sie in der zweiten Runde gegen Hannover 96 ausschieden. In der Saison 2002/03 scheiterte die Mannschaft in der ersten Runde an den 1. FC Köln, gefolgt von einer erneuten Teilnahme in der Saison 2003/04, bei der sie Energie Cottbus besiegten, aber dann wieder gegen den 1. FC Köln ausschieden. Die letzte DFB-Pokalteilnahme, bevor Reservemannschaften aus dem Turnier ausgeschlossen wurden, war 2005/06, wo der VfL gegen den MSV Duisburg mit 0:1 in der ersten Runde ausschied. In der Ewigen Tabelle des DFB-Pokals ist der VfL Wolfsburg II mit 6 Punkten auf Platz 211, vor FC Mülhausen und hinter den TV Unterboihingen.
Die Amateure spielten seit der Saison 2011/12 in der viertklassigen Regionalliga Nord. In der Saison 2013/14 wurden sie Meister der Regionalliga Nord, scheiterten jedoch in der Relegation zum Aufstieg in die 3. Liga gegen die SG Sonnenhof Großaspach. Ähnliche Ergebnisse wurden in den folgenden Jahren erzielt, darunter auch Meistertitel in der Regionalliga Nord in der Saison 2015/16. Auch im Jahr 2019 wurden die Amateure wieder Meister der Regionalliga Nord und scheiterten in den Aufstiegsspielen zur 3. Liga. Das Hinspiel wurde zwar mit 1:3 gewonnen, aber im Rückspiel drehten die Bayern Amateure das Spiel mit 4:1 und stiegen anstelle des VfLs auf.
Nach der Saison 2020/21 wurde die zweite Mannschaft im Rahmen einer strategischen Neuausrichtung des Nachwuchsbereichs vom Spielbetrieb abgemeldet. Stattdessen wurde ein Kooperationsvertrag mit dem SKN St. Pölten abgeschlossen, der es Talenten ermöglichte, auf Leihbasis zum Verein in Niederösterreich zu wechseln. Im März 2024 kündigte der VfL Wolfsburg die Beendigung dieser Kooperation an, da der SKN St. Pölten keine realistische Aufstiegschance in die österreichische Bundesliga hatte. Es wurde darüber spekuliert, ob die U23 reaktiviert oder eine neue Kooperation mit einem anderen Verein eingegangen würde.

### VfL Wolfsburg Breitenfußball 2
Im Zuge der Abmeldung des VfL Wolfsburg II aus der Regionalliga in der Saison 2020/21 wurde der VfL Wolfsburg Breitenfußball 2 in die zweite Kreisklasse Wolfsburg integriert. In der Saison 2022/23 gewann er diese und befindet sich aktuell in der 1. Kreisklasse Wolfsburg.

## VfL Wolfsburg III
In der Saison 2004/05 gab es die dritte Mannschaft des VfL Wolfsburg, die nach dieser Saison wieder abgemeldet wurde.

## Erfolge
- Meister der Regionalliga Nord (3): 2013/14, 2015/16, 2018/19
- Meister Oberliga Niedersachsen/Bremen (2): 1999/00, 2003/04
- Niedersachsenpokal-Sieger (2): 2001/02, 2002/03
- Teilnahme am DFB-Pokal in den Saisons 2001/02, 2002/03, 2003/04, 2005/06
- Regionalliga Nord Ewige Tabelle Platz 1: 2012/13 bis 2020/21[10]

## Rekorde
- Höchster Sieg: 0:8 gegen TSV Havelse in der Saison 2018/19
- Höchste Niederlage: 2:7 gegen den Wuppertaler SV in der Saison 2007/08
- Meiste Zuschauer: 18.205 Zuschauer beim 3:2-Sieg gegen Eintracht Braunschweig in der Volkswagen-Arena

## Ligazugehörigkeit
| Saison  | Liga                           | Ligahöhe | Platz | Trainer                |
| ------- | ------------------------------ | -------- | ----- | ---------------------- |
| 2020/21 | Regionalliga Nord (Gruppe Süd) | 4. Liga  | 9     | Henning Bürger         |
| 2019/20 | Regionalliga Nord              | 4. Liga  | 2     | Rüdiger Ziehl          |
| 2018/19 | Regionalliga Nord              | 4. Liga  | 1     | Rüdiger Ziehl          |
| 2017/18 | Regionalliga Nord              | 4. Liga  | 3     | Rüdiger Ziehl          |
| 2016/17 | Regionalliga Nord              | 4. Liga  | 3     | Rüdiger Ziehl          |
| 2015/16 | Regionalliga Nord              | 4. Liga  | 1     | Valérien Ismael        |
| 2014/15 | Regionalliga Nord              | 4. Liga  | 2     | Thomas Brdaric         |
| 2013/14 | Regionalliga Nord              | 4. Liga  | 1     | Valérien Ismael        |
| 2012/13 | Regionalliga Nord              | 4. Liga  | 3     | Lorenz-Günther Köstner |
| 2011/12 | Regionalliga Nord              | 4. Liga  | 4     | Lorenz-Günther Köstner |
| 2010/11 | Regionalliga Nord              | 4. Liga  | 2     | Lorenz-Günther Köstner |
| 2009/10 | Regionalliga Nord              | 4. Liga  | 2     | Alexander Strehmel     |
| 2008/09 | Regionalliga Nord              | 4. Liga  | 5     | Lorenz-Günther Köstner |
| 2007/08 | Regionalliga Nord              | 3. Liga  | 19    | Petar Hubchev          |
| 2006/07 | Oberliga Nord                  | 4. Liga  | 1     | Willi Kronhardt        |
| 2005/06 | Oberliga Nord                  | 4. Liga  | 3     | Uwe Erkenbrecher       |
| 2004/05 | Regionalliga Nord              | 3. Liga  | 17    | Uwe Erkenbrecher       |
| 2003/04 | Oberliga Niedersachsen/Bremen  | 4. Liga  | 1     | Uwe Erkenbrecher       |
| 2002/03 | Oberliga Niedersachsen/Bremen  | 4. Liga  | 2     | Michael Krüger         |
| 2001/02 | Oberliga Niedersachsen/Bremen  | 4. Liga  | 6     | Michael Krüger         |
| 2000/01 | Oberliga Niedersachsen/Bremen  | 4. Liga  | 9     | Olaf Ansorge           |
| 1999/00 | Oberliga Niedersachsen/Bremen  | 4. Liga  | 1     | -                      |

## Rekordspieler
| Spieler              | Aktueller Verein     | Nation    | Einsätze | Tore | Vorlagen |
| -------------------- | -------------------- | --------- | -------- | ---- | -------- |
| Julian Klamt         | Karriereende         | DEU       | 335      | 17   | 10       |
| Nils-Frederik Müller | Karriereende         | DEU       | 189      | 11   | 0        |
| Patrick Platins      | Karriereende         | DEU       | 158      | 0    | 0        |
| Philipp Kreuels      | Karriereende         | DEU       | 157      | 41   | 10       |
| Stefan Lorenz        | Karriereende         | DEU       | 151      | 6    | 0        |
| Jan Wiedenroth       | TSV Fortuna Bergfeld | DEU       | 136      | 11   | 0        |
| Daniel Reiche        | FSV Schöningen       | DEU       | 127      | 2    | 3        |
| Sergey Karimow       | -                    | KAZ · DEU | 118      | 5    | 3        |
| Benjamin Siegert     | DJK SV Mauritz       | DEU       | 118      | 24   | 0        |
| Michael Schulze      | Karriereende         | DEU       | 115      | 7    | 6        |
| Michał Janicki       | Karriereende         | POL       | 78       | 47   | 0        |

## Stadion
Bis Ende 2014 spielte die Mannschaft im VfL-Stadion am Elsterweg. Anschließend war das AOK Stadion mit 5.200 Plätzen ihre Heimspielstätte, das auch von der Bundesliga-Frauenmannschaft des VfL Wolfsburg genutzt wurde.